# Ставьяна, Антонин
Антонин Ставьяна (чеш. Antonín Stavjaňa; род. 10 февраля 1963, Готвальдов, Чехословакия) — чешский хоккеист и тренер. Двукратный чемпион мира (в 1985 году в составе сборной Чехословакии и в 1996 году в составе сборной Чехии).

## Биография
Воспитанник хоккейного клуба «Готвальдов». Выступал в высшей лиге Чехословакии за команду, также играл за тренчинскую «Дуклу». С 1990 по 1992 год выступал за финскую команду «Йокипоят», с 1992 по 1994 год выступал в шведской элитной серии за клуб ХВ 71. С 1994 по 1998 год — игрок команды «Всетин», в составе команды стал четырёхкратным чемпионом Чехии.
Выступал за юниорские и молодёжные сборные Чехословакии. В основной сборной Чехословакии выступал на Олимпийских играх 1988 года, а за сборную Чехии — на играх 1994 года. На чемпионате мира в составе национальных команд Чехословакии и Чехии завоевал две золотые и четыре бронзовых медали.

Участник ЧМЕ 1985-1987, 1989, 1990, ЧМ 1993-1995, ЗОИ 1988 и 1994, розыгрышей Кубка Канады  1984 и 1987 (11 матчей).

После окончания карьеры игрока работал главным тренером в чешских и словацких клубах. Был помощником тренера сборной Чехии в 2002—2003 годах.